# 김민혁 (배우)
김민혁(1983년 1월 9일 ~ )은 대한민국의 배우이다.

## 학력
- 서울예술대학 방송연예과

## 주요 작품

### 영화
- 《메모리즈》 (2019년) - 진영 역
- 《캠핑》 (2016년) - 영식 역
- 《봉이 김선달》 (2016년) - 이완 수하 역
- 《7광구》 (2011년) - 선원 5 / 시추인부 4 역
- 《가비》 (2012년) - 다케다 역
- 《설해》 (2015년) - 상우 부 역
- 《어우동: 주인 없는 꽃》 (2015년) - 의금부 판사 역

### 드라마
- 《오 마이 금비》 (2016년, KBS2)
- 《장영실》 (2016년, KBS1) - 오필교 역
- 《미친 사랑》 (2013년, tvN)
- 《네일샵 파리스》 (2013년, MBC QueeN)
- 《대풍수》 (2012년, SBS) - 원개 역
- 《당신뿐이야》 (2011년, KBS1) - 민혁 역
- 《폼나게 살거야》 (2011년, SBS) - 박비서 역
- 《마이더스》 (2011년, SBS) - 한동준 역
- 《별순검 시즌 3》 (2010년, MBC 드라마넷) - 박수 역
- 《수상한 삼형제》 (2009년, KBS2) - 조사중 역

### 예능
- 켠김에 왕까지 (2012년, 온게임넷)

### CF
- 2002년 동아제약 - 박카스

## 음반 참여
- 2013년 이어부스(Earbooth) - 그래서 하는 말인데 (feat. 김민혁, 백경민, 다해)